# エリオット・ペリー
エリオット・ペリー（Elliot Lamonte Perry 1969年3月28日 - ）アメリカ合衆国の元バスケットボール選手。ポジションはポイントガード。テネシー州メンフィス出身。身長183センチ。

## 経歴
メンフィス州立大学（現在のメンフィス大学）から1991年のNBAドラフト2順目38位でロサンゼルス・クリッパーズから指名された。10試合出場した後、ウェーバーにかけられ、新興チームであったシャーロット・ホーネッツに移籍した。その後CBAでプレイした。1993年にフェニックス・サンズに加入、翌1994-1995シーズンには、ケビン・ジョンソンが怪我で欠場した代わりにポイントガードのレギュラーとなり、MIPの候補にもなった。ペリーの活躍をチャールズ・バークレーも評価していた。その後、ミルウォーキー・バックス、ニュージャージー・ネッツ、オーランド・マジック、フェニックス・サンズを渡り歩き、ホームタウンであるメンフィス・グリズリーズで2001-2002シーズンわずか2試合だけ出場で引退した。
ペリーはソックス(socks)とあだ名された。それはNBAでプレイを続ける間、ハイソックスでプレイしていたためである。

## コート外
- ペリーは高校と大学でアンファニー・ハーダウェイの先輩にあたる。二人の仲は良かった。
- 2000年1月には、メンフィス出身のNBA選手、トッド・デイ、アンファニー・ハーダウェイ、ロレンゼン・ライトと共に、1ヶ月間母親の遺体と生活していたメンフィスの子どもに経済的援助を行った[2]。
- 現在はメンフィス・グリズリーズの小口オーナーを務めている。